# Мария — Матерь Церкви
Межъепархиа́льная Вы́сшая духо́вная семина́рия «Мари́я — Ма́терь Це́ркви» (каз. «Мария - шiркеудiң шешесi» дінаралық жоғары діни семинариясы) — единственная католическая семинария в Центральной Азии, находится в городе Караганде, Казахстан. Считается межъепархиальной, готовит священников для служения во всех четырёх епархиях Казахстана.

## История
В советский период католических семинарий в Казахстане не было, в послевоенное время в СССР действовали только две католические семинарии — Каунасская и Рижская, да и то с существенными ограничениями. Несмотря на это, католические священники, служившие на территории Казахстана в частном порядке осуществляли подготовку новых священников. Только в Караганде в советское время было подготовлено десять католических священников, главная роль в процессе воспитания новых священнослужителей принадлежала священнику Альбинасу Думбляускасу, настоятелю храма церкви св. Иосифа.
В 1994 году в Караганде была открыта предсеминария, выпускники которой имели возможность продолжить образование в российской семинарии «Мария — Царица Апостолов» (в 1993—1995 годах располагалась в Москве, с 1995 года в Санкт-Петербурге). В 1997 году в Караганде была открыта полноценная католическая семинария, получившая имя «Redemptoris Mater». Её первым ректором был о. Кшиштоф Марчиняк. 16 июля 1998 года она была преобразована в Высшую духовную семинарию «Мария — Матерь Церкви» и официально открыта епископом Яном Павлом Ленгой. После реорганизации семинарию возглавил о. Иоганнес Трай. Святыми покровителями семинарии были выбраны апостол Павел и св. Франциск Ксаверий.
Семинарии было выделено заброшенное здание бывшего детского сада, потребовавшее длительного ремонта. После реорганизации в 1999 году церковных структур Казахстана, карагандинская семинария решением епископата сохранила общереспубликанский, межъепархиальный статус. В 2001—2002 годах преподавателем и вице-ректором семинарии был Слуга Божий о. Бернардо Антонини, который в настоящее время является кандидатом на беатификацию. С 2018 года ректором семинарии является о. Павел Мартынюк.

## Ректоры
- Кшиштоф Марчиняк (1997—1998)
- Иоганнес Трай (1998—2001)
- Зигмунд Квечинский (2001—2007)
- Хосе Луис Мумбиела Сьерра (2007—2011)
- Пётр Пытлованы (2011—2018 г.)
- Павел Мартынюк (2018-2022)
- Руслан Рахимберлинов (с 26 мая 2022)

## Современное состояние
Полный курс обучения в семинарии составляет 8 лет: 1 год — пропедевтика, 2 года — философия, 4 года — богословие и 1 год — практика. В настоящее время в семинарии обучаются около 10 семинаристов.
18 мая 2003 года семинарию «Мария — Матерь Церкви» посещал с визитом Государственный секретарь Святого Престола кардинал Анджело Содано.